# Ana Fidelia Quirot
Ana Fidelia Quirot Moré, kubanska atletinja, * 23. marec 1963, Palma Soriano, Kuba.
Nastopila je na poletnih olimpijskih igrah v letih 1992 in 1996 ter osvojila srebrno in bronasto medaljo v teku na 800 m ter šesto mesto v štafeti 4x400 m. Na svetovnih prvenstvih je osvojila zaporedna naslova prvakinje v letih 1995 in 1997 ter srebrno medaljo leta 1991 v teku na 800 m, na panameriških igrah pa dve zlati in srebrno medaljo v teku na 400 m, dve zlati medalji v teku na 800 m ter srebrno in bronasto medaljo v štafeti 4x400 m. 